# 児玉元為
児玉 元為（こだま もとため）は、戦国時代の武将。安芸国の国人である毛利氏の家臣。父は児玉弘家。兄に児玉元実と児玉元保。弟に児玉就近と児玉就秋。後に末弟の就秋を養子とした。通称は弥七郎。官途名は八郎左衛門尉。

## 生涯
安芸国高田郡吉田を本拠とする国人・毛利氏の家臣である児玉弘家の三男として生まれる。
文亀2年（1502年）12月13日、毛利弘元から偏諱を用いた「元為」の諱を与えられる。
永正元年（1504年）12月の時点で毛利弘元から安芸国高田郡吉田の山手丸山の田6段の地を与えられている。
永正4年（1507年）5月3日、安芸国高田郡甲立における宍戸元源との合戦において負傷しつつも武功を挙げ、5月16日に毛利興元から感状を与えられた。また、同年11月には興元から「八郎左衛門尉」の官途名を与えられる。
永正14年（1517年）10月22日の有田中井手の戦いに従軍して武功を挙げ、10月28日に毛利幸松丸から感状を与えられる。
没年は不明。末弟の児玉就秋が養子として元為の家督を相続した。